# Arthur Cuninghame Grant Duff
Sir Arthur Cuninghame Grant Duff, KCMG (* 23. Mai 1861; † 11. April 1948) war ein britischer Botschafter.

## Leben
Der Vater von Arthur Grant Duff war M. E. Grant Duff, Gouverneur von Bombay. Seine Geschwister waren Hampden, (* 27. Juli 1874) und Evelyn Mountstuart Grant Duff (* 9. Oktober 1863). Er studierte am Balliol College, trat 1885 in den auswärtigen Dienst, wurde nach Madrid entsandt, 1887 zum Botschaftsrat dritter Klasse und 1892 zum Botschaftsrat zweiter Klasse befördert. Er war von 1888 bis 1891 in Wien, von 1891 bis 1892 in Stockholm, 1892 in Peking, 1892 in Caracas und ab 1905 als Botschaftsrat in Brüssel akkreditiert.
Er wurde Botschaftsrat ersten Grades in Mexiko.
1927 wurde Arthur Grant Duff in den Ruhestand versetzt.